# Joe Cardona
Joe Cardona (El Cajón, California, 16 de abril de 1992) es un jugador profesional estadounidense de fútbol americano que se desempeña en la posición de long snapper en New England Patriots, equipo de la National Football League (NFL).

## Carrera
Fue seleccionado en la quinta ronda en la Reunión Anual de Selección de Jugadores de la NFL de 2015. Hizo su debut profesional con el equipo New England Patriots, donde lleva jugando nueve temporadas.